# Клаудіо Барріентос
Клаудіо Барріентос (ісп. Claudio Barrientos, 10 листопада 1935, Осорно — 7 травня 1982) — чилійський професійний боксер, призер Олімпійських ігор.

## Аматорська кар'єра
На Панамериканських іграх 1955 року Клаудіо Барріентос завоював срібну медаль.
На Олімпійських іграх 1956 він завоював бронзову медаль.
- В 1/8 фіналу переміг дворазового чемпіона Європи Зенона Стефанюка (Польща)
- У чвертьфіналі переміг Едера Жофре (Бразилія)
- У півфіналі програв Сон Сун Чун (Південна Корея)

## Професіональна кар'єра
1959 року Барріентос дебютував на професійному рингу. Протягом 1959—1962 років провів 11 боїв, з яких лише три закінчилися його перемогою.